# Ahlat
Ahlat este un oraș din Turcia.